# Тим Собакин
Тим Соба́кин (имя при рождении Андре́й Ви́кторович Ивано́в; род. 2 января 1958, Жёлтые Воды, УССР) — советский и российский детский писатель, поэт, журналист и редактор.

## Биография
Тим Собакин окончил в 1981 году Московский инженерно-физический институт, работал программистом. 
В 1985 году сменил профессию, став журналистом, в 1987 году окончил факультет журналистики МГУ. 
Публикуется с 1983 года. С 1988 года занимается только литературным трудом, пишет стихи и рассказы для детей, публиковался в журналах «Весёлые картинки», «Мурзилка», «Пионер», «Октябрь». 
В 1990—1995 годах был главным редактором детского журнала «Трамвай», затем литературным редактором журналов «Колобок», «Куча-мала», «Филя», «Синдбад». 
Автор нескольких книг, выходивших в крупных издательствах «Детская литература», «Дрофа» и других.
Основной творческий принцип Собакина — интеллектуальная игра. Автор предлагает читателю изменить привычные представления о реальности, представить мир иным.
В 2025 году на малой сцене Пермского ТЮЗа поставили спектакль по книге Тима Собакина «Собака, которая была кошкой». Театральная адаптация была создана драматургом Ильей Губиным. Режиссер - Константин Яковлев. 

## Фильмография
- 2014 — И вот плывёт воздушный слон (мультфильм) — песни на стихи.